# Востровский сельсовет (Алтайский край)
Востровский сельсовет — муниципальное образование со статусом сельского поселения и административно-территориальное образование в Волчихинском районе Алтайского края России. Административный центр — село Вострово.

## Население
| 1997  | 1998  | 1999  | 2000  | 2001  | 2002  |
| ----- | ----- | ----- | ----- | ----- | ----- |
| 1699  | ↗1742 | ↗1771 | ↗1807 | ↘1378 | ↘1360 |
| 2003  | 2004  | 2005  | 2006  | 2007  | 2008  |
| ↗1372 | ↗1396 | ↗1401 | ↘1325 | ↗1371 | ↘1331 |
| 2009  | 2010  | 2011  | 2012  | 2013  | 2014  |
| ↘1303 | ↘1301 | ↘1295 | ↘612  | ↗1624 | ↘1589 |
| 2015  | 2016  | 2017  | 2018  | 2019  | 2020  |
| ↘1572 | ↘1535 | ↘1527 | ↘1526 | ↘1497 | ↘1477 |
| 2021  |       |       |       |       |       |
| ↘1445 |       |       |       |       |       |

По результатам Всероссийской переписи населения 2010 года, численность населения муниципального образования составила 1301 человек, в том числе 616 мужчин и 685 женщин. Оценка Росстата на 1 января 2012 года — 1647 человек.

## Населённые пункты
В состав сельского поселения входит 2 населённых пункта:
- село Вострово,
- село Приборовое.